# The Tide of Destiny
The Tide of Destiny è un cortometraggio muto del 1913 diretto da Lem B. Parker che aveva come interpreti principali Harold Lockwood e Kathlyn Williams.

## Produzione
Il film fu prodotto dalla Selig Polyscope Company.

## Distribuzione
Venne distribuito dalla General Film Company.